# Ткачук, Виктор Артурович
Ткачук Виктор Артурович — украинский политик и общественный деятель с успешным опытом в сфере аналитики, оценки политических  рисков, процессов государственного менеджмента, прогнозирования в сфере политики национальной безопасности, стратегического планирования и разработки проектов технических и социальных инноваций, в том числе прямой демократии.
Президент ГО "Украинский фонд демократии "Сначала Люди"", (People First Foundation).

## Биография
Родился в 1965 г. в Винницкой области, украинец.  
С 1965 года проживал и учился во Львове. 
Образование: Национальный университет «Львовская политехника», диплом «АСУ ТП производства волоконных световодов»;
кандидат политических наук; диссертация «Моделирование как метод анализа политических процессов» (Львовский Национальный университет имени И.Франка, 2007).
Народный депутат Украины 3 созыва (1998 — 2002 гг.) от Партии Зелёных Украины. Секретарь Комитета по вопросам национальной безопасности и обороны.
- 1982 - 1991 — студент, стажер-исследователь, Львовский политехнический Институт.
- 1984 - 1986 — служба в армии.
- 1991 - 1992 — директор Львовского отделения Украинского фонда международного молодежного сотрудничества (А.Разумков).
- 1992 - 1993 — Руководитель службы советников Премьер-министра Украины.(Л.Кучма)
- 1993 - 1997 — референт-консультант Народных депутатов Украины, депутатская группа «Народная рада». (В.Филенко)
- 1997 - 1998 — консультант-помощник Главы Администрации Президента Украины. (Е.Кушнарев)
- 1998 - 2002 — Народный депутат Украины, Секретарь Комитета Верховной Рады Украины по национальной безопасности.
- 2001 - 2002 — председатель Правления Украинской государственной инновационной компании, Советник Президента Украины.
- 2002 - 2004 — Советник Президента Украины, Консультант Комитета ВРУ по вопросам нацбезопасности и обороны.(В.Ющенко)
- 2005 - 2006 — руководитель Службы стратегического планирования и разработок Секретариата Президента Украины.
- 2005 - 2008 — Советник Президента Украины. Руководитель ведомственного центра социально-психологических исследований.
- 2008 - 2009 — Заместитель Секретаря СНБО Украины по вопросам политической безопасности.(В.Ющенко)
- 2009 - н.в.   — основатель, президент ГО "Украинский фонд демократии «Сначала Люди»".
- 2014 - 2015 — советник Секретаря Совета национальной безопасности и обороны Украины (А.Парубий).
- 2015 - 2017 — советник Министра экологии Украины.
- 2015 - 2018— советник Генерального директора Чернобыльской АЭС (проект ЕБРР — "Арка" и проект первой солнечной электростанции на ЧАЭС)), советник Главы Администрации зоны отчуждения (стратегия развития спецтерриторий и оценка политических рисков).

Имеет партнерства в системе Европарламента, международных аналитических центров и медиа, открытых и не публичных клубов.
В прошлом: член Комиссии по организации деятельности технопарков и инновационных структур других типов, руководитель межведомственной группы разработки первой Доктрины информационной безопасности Украины, руководитель группы разработки создания Украинского банка реконструкции и развития, участник Межгосударственной группы по вопросам развития политики аэрокосмической сферы, сопредседатель межведомственной Комиссии по вопросам компенсаций жертвам Второй мировой войны.
Государственный служащий 1-го ранга (Указ 2005 г.). Имеет государственные награды и ведомственные знаки отличия.
Профильные стажировки и тренинги в 18 странах (кроме СНГ) по вопросам стратегического планирования политических и инвестиционных программ и проектов, вопросам национальной безопасности, методологий оценки политических рисков и формирования информационного влияния.
Персональный профиль в соцсетях: 